# Catagonium nitidum
Catagonium nitidum är en bladmossart som beskrevs av Brotherus 1908. Catagonium nitidum ingår i släktet Catagonium och familjen Hypnaceae. Inga underarter finns listade i Catalogue of Life.